# Tajikistan Football Federation
Die Tajikistan Football Federation (tadschikisch Федеросиюни футболи Тоҷикистон Federosijuni futboli Toçikiston, russisch Федерация футбола Таджикистана) ist der im Jahr 1936 gegründete Fußballverband von Tadschikistan. Der Verband organisiert die Spiele der Fußballnationalmannschaft und ist seit 1994 Vollmitglied im Kontinentalverband AFC sowie seit 1994 Mitglied im Weltverband FIFA.

## Erfolge
- Fußball-Weltmeisterschaft

Teilnahmen: Keine
- Fußball-Asienmeisterschaft

Teilnahmen: Keine